# 秦熊
秦 熊（はだ の くま）は、飛鳥時代の人物。姓は造。
672年の壬申の乱で大海人皇子（天武天皇）につき、倭京に集結中の敵軍に単騎のりこみ虚報を流した。

## 経歴
秦氏は渡来系の氏族である。壬申の年（672年）6月下旬に大海人皇子が挙兵すると、大伴吹負はこれに従うことを決め、大和国で数十人の同志を集めた。この中に秦熊もいたと考えられる。しかし倭京に集結中の大友皇子側の軍勢は数千から万を越えたと推測され、吹負の人数で太刀打ちできるものではなかった。その軍は留守司高坂王と近江からの使者穂積百足らが編成していた。
大伴吹負は、別の留守司坂上熊毛と相談し、一、二の漢直（倭漢氏の直）に「我は偽って高市皇子と名乗り、数十騎を率いて飛鳥寺の北路から陣営に臨む。そのときお前たちは内応せよ」と言った。高市皇子は大海人皇子の子で、このころ実際には美濃国の不破で軍を編成中であった。6月29日、吹負たちは百済の家（場所は諸説あるが不明）で武装して、南門から出た。まず秦熊が犢鼻（牛の鼻に似た形のふんどし）をつけて馬に乗り、飛鳥寺の西にあった敵陣に馳せつけて、「高市皇子が不破から来た。軍勢が多く従っている」と言った。陣営の兵士は熊が叫ぶ声を聞いて逃げ散った。ここで大伴吹負が数十騎を率いて乗り付けると、熊毛と諸々の直が呼応した。計略は完全な成功をおさめ、穂積百足は殺され、高坂王は大海人皇子方に従った。
以上を伝える『日本書紀』はふんどしで馬に乗った理由を語らない。